# Ateuchus murrayi
Ateuchus murrayi е вид твърдокрило насекомо от семейство Листороги бръмбари (Scarabaeidae). Видът не е застрашен от изчезване.

## Разпространение
Разпространен е в Бразилия (Амазонас и Пара), Еквадор, Колумбия и Суринам.